# Elmrahu
Elmrahu – estońska wyspa. Leży na Morzu Bałtyckim u północno-zachodnich wybrzeży wyspy Hiuma. Położona jest na zachód od Külalaid. Wysepka razem z sąsiadującymi z nią wysepkami Ninalaid oraz Külalaid leży na terytorium założonego w 2006 roku rezerwatu Paope looduskaitseala.